# Bastgölen, Småland
Bastgölen är en sjö i Mönsterås kommun i Småland och ingår i Emåns huvudavrinningsområde. Sjön är 2,2 meter djup, har en yta på 0,0695 kvadratkilometer och är belägen 24 meter över havet. Vid provfiske har abborre och gädda fångats i sjön.

## Delavrinningsområde
Bastgölen ingår i det delavrinningsområde (634420-153139) som SMHI kallar för Utloppet av Tjuståsasjön. Medelhöjden är 32 meter över havet och ytan är 15,51 kvadratkilometer. Räknas de 6 avrinningsområdena uppströms in blir den ackumulerade arean 126,04 kvadratkilometer. Lillån (Hammarsboån) som avvattnar avrinningsområdet har biflödesordning 2, vilket innebär att vattnet flödar genom totalt 2 vattendrag innan det når havet efter 17 kilometer. Avrinningsområdet består mestadels av skog (73 procent). Avrinningsområdet har 1,92 kvadratkilometer vattenytor vilket ger det en sjöprocent på 12,4 procent.